# Domingos Maurício Gomes dos Santos
Domingos Maurício Gomes dos Santos, assinando frequentemente como Domingos Maurício (Perafita, Matosinhos, 1896 - Lisboa, 1978) foi um sacerdote católico da Companhia de Jesus, que se destacou como escritor, ensaísta e historiador.
Jesuíta desde 1910, doutorou-se em Teologia pela Universidade Gregoriana de Roma. A partir de 1929 integrou a redacção da revista Brotéria, da qual foi director (1935-1949). A 14 de novembro de 1935, foi agraciado com o grau de Oficial da Ordem de Benemerência.
Como sacerdote, desenvolveu variada actividade pastoral e social e foi um brilhante conferencista e orador. Desempenhou funções de assistente junto de vários organismos da Acção Católica Portuguesa: assistente geral da Liga Universitária Católica Feminina (LUCF) e da Liga Estudantil Católica Feminina (LECF), assistente diocesano da Juventude Universitária Católica (JUC).
Ensaísta e historiador, escreveu, entre outras obras, D. Duarte e as Responsabilidades de Tânger (1433-1438) (1931) e O Mosteiro de Jesus de Aveiro (6 vols., 1963-1967). Foi presidente da Secção de História da Associação dos Arqueólogos Portugueses e vogal do Conselho Académico da Academia Portuguesa de História, em representação da qual integrou a Câmara Corporativa nas X e XI legislaturas (1969-1974) do Estado Novo. Dirigiu a secção de História da Enciclopédia Luso-Brasileira de Cultura, começada a publicar em 1963 pela Editorial Verbo. 
Participou na fundação da Revista Portuguesa de Filosofia, em 1945, cabendo-lhe a autoria do texto programático de abertura. 
Foi professor do Instituto do Serviço Social de Lisboa.